# Dania Beach
Dania Beach es una ciudad ubicada en el condado de Broward en el estado estadounidense de Florida. En el Censo de 2010 tenía una población de 29639 habitantes y una densidad poblacional de 1.370,99 personas por km².

## Geografía
Dania Beach se encuentra ubicada en las coordenadas 26°3′26″N 80°9′53″O / 26.05722, -80.16472. Según la Oficina del Censo de los Estados Unidos, Dania Beach tiene una superficie total de 21.62 km², de la cual 20.96 km² corresponden a tierra firme y (3.04%) 0.66 km² es agua.,

## Demografía
Según el censo de 2010, había 29639 personas residiendo en Dania Beach. La densidad de población era de 1.370,99 hab./km². De los 29639 habitantes, Dania Beach estaba compuesto por el 69.58% blancos, el 21.8% eran afroamericanos, el 0.33% eran amerindios, el 2.1% eran asiáticos, el 0.05% eran isleños del Pacífico, el 3.53% eran de otras razas y el 2.61% pertenecían a dos o más razas. Del total de la población el 22.44% eran hispanos o latinos de cualquier grupo étnico.